# Tây Lương Hiếu Tĩnh đế
Tiêu Tông (giản thể: 萧琮; phồn thể: 蕭琮; bính âm: Xiāo Cóng) hay Tây Lương Hiếu Tĩnh Đế (西梁孝靖帝), tên tự Ôn Văn (溫文), là hoàng đế cuối cùng của chính quyền Tây Lương trong lịch sử Trung Quốc. Cũng như phụ thân, Tiêu Tông phụ thuộc nhiều vào sự hỗ trợ quân sự của triều Tùy. Năm 587, sau khi hoàng thúc Tiêu Nham (蕭巖) và hoàng đệ Tiêu Hoàn (蕭瓛) của Tiêu Tông đầu hàng Nam triều Trần, Tùy Văn Đế đã bãi bỏ chính quyền Tây Lương, kiểm soát trực tiếp lãnh thổ Tây Lương, phong Tĩnh Đế làm một hạ thần của triều Tùy.

## Bối cảnh
Tiêu Tông là nhi tử Tây Lương Minh Đế, ban đầu ông được phong tước Đông Dương vương. Khi còn trẻ, ông được đánh giá là người am tường và có tính rộng rãi. Không rõ ông được lập làm thái tử khi nào. Năm 583, Minh Đế cử ông đến chúc hạ Tùy Văn Đế nhân dịp triều Tùy rời đô từ cố thành Trường An đến Đại Hưng thành lân cận. Năm 585, Minh Đế qua đời, Tiêu Tông đăng cơ kế vị.

## Trị vì
Năm 585, Tiêu Tông phái bộ tướng Thích Hân (戚昕) đi đánh thành Công An (公安, nay thuộc Kinh Châu, Hồ Bắc) của Trần, song Thích Hân đã không thể chiếm được Công An và buộc phải triệt thoái.
Cũng trong năm 585, Tùy Văn Đế hay tin hoàng thúc của Tiêu Tông là Ngô quận vương Tiêu Sầm (蕭岑) lợi dụng địa vị của mình và trở nên khó kiểm soát, Tùy Văn Đế đã cho triệu Tiêu Sầm đến Đại Hưng thành rồi giam giữ, song phong cho Tiêu Sầm tước Hoài Nghĩa quận công. Sau đó, Tùy Văn Đế tái lập chức vụ Giang Lăng tổng quản (đô thành của Tây Lương) và đưa quân đến đồn trú tại Giang Lăng, tái khẳng định sự kiểm soát thực tế đối với Tây Lương. Tướng Hứa Thế Vũ (許世武) của Tiêu Tông sau đó đã bí mật đề nghị quy phục tướng Trần là Nghi Hoàng huyện hầu Trần Huệ Kỉ (陳慧紀), song Tiêu Tông đã phát giác âm mưu của Hứa Thế Vũ và cho hành quyết người này.
Năm 587, Tùy Văn Đế triệu Tiêu Tông đến Đại Hưng thành thỉnh an. Tĩnh Đế đã dẫn theo một đoàn gồm khoảng 200 quan lại, song khi ông khởi hành từ Giang Lăng, người dân Giang Lăng đã than khóc thảm thiết do họ tin rằng ông sẽ bị giam giữ và không thể trở về. Tùy Văn Đế tuyên bố rằng ông ta lo ngại cho sự an toàn của Giang Lăng trong khi không có sự hiện diện của Tĩnh Đế, vì thế đã phái bộ tướng là Vũ Hương quận công Thôi Hoằng Độ (崔弘度) đến Giang Lăng. Khi Thôi Hoằng Độ đến gần Nhược châu (鄀州, nay tương ứng với Nghi Xương, Hồ Bắc), chú ruột và em trai Tiêu Tông là Tiêu Nham và Tiêu Hoàn nghi ngờ rằng Thôi Hoằng Độ sẽ tấn công nên đã phái Thẩm Quân Công (沈君公)- là họ hàng của hoàng hậu Thẩm Vụ Hoa của Trần Hậu Chủ- đến chỗ Trần Huệ Kỉ đề nghị đầu hàng. Trần Huệ Kỉ nhanh chóng tiến đến Giang Lăng, Tiêu Nham và Tiêu Hoàn dẫn người dân Giang Lăng rời bỏ thành và chạy vào lãnh thổ của Trần.
Khi Tùy Văn Đế biết tin, ông ta hạ thánh chỉ bãi bỏ Tây Lương. Tùy Văn Đế phái tướng Cao Quýnh (高熲) đến Giang Lăng để bình định những người dân vẫn còn ở lại và bố trí lính canh giữ lăng mộ của Minh Đế và Tuyên Đế. Tiêu Tông được triều tùy phương tước Cử quốc công.

## Dưới triều Tùy
Đến năm 589, Tùy chinh phục Nam triều Trần, thống nhất Trung Hoa. Năm 594, Tùy Văn Đế nói rằng các hoàng đế của Bắc Tề, Lương và Trần không được cúng tế, vì thế đã hạ lệnh rằng cựu thân vương Bắc Tề Cao Nhân Anh (高仁英), Trần Thúc Bảo, và Tiêu Tông được tiếp tế đều đặn để họ có thể tiến hành cúng tế tổ tiên định kỳ.
Năm 604, Tùy Văn Đế qua đời, Dương Quảng đăng cơ kế vị, tức Tùy Dạng Đế. Do Tiêu hoàng hậu của Tùy Dạng Đế nguyên là hoàng muội của Tiêu Tông, Dạng Đế đã đối đãi tôn trọng hơn với Tiêu Tông và cải phong tước hiệu của ông từ Cử quốc công sang Lương công. Tùy Dạng Đế cho một số thân thích của Tiêu Tông được làm quan. Bản thân Tiêu Tông có được chức 'nội sử lệnh', song hiếm khi thi hành phận sự tại văn phòng. Khi Tùy Dạng Đế phái Dương Ước (楊約), dị mẫu đệ của Dương Tố, đi khuyên bảo Tiêu Tông thay đổi, Tiêu Tông đã giải thích cho Dương Ước với tình cảnh của bản thân, ông không muốn gây sự chú ý. Tiêu Tông cũng duy trì lòng tự trọng của mình, và mặc dù ông đang sống xa quê hương, song ông đã từ chối nhường đường cho các đại gia tộc ở phương Bắc, và do đó đã đắc tội với khá nhiều quý tộc phương Bắc.
Năm 607, Tùy Dạng Đế giết hại một số đại thần: Cao Quýnh, Hạ Nhược Bật (賀若弼), và Vũ Văn Bật (宇文弼), vì tội đã chỉ trích việc ông thưởng lớn cho Khải Dân khả hãn của Đột Quyết. Tiêu Tông có quan hệ thân thiết với Hạ Nhược Bật, và do đó đã thu hút sự nghi ngờ của Tùy Dạng Đế. Đương thời có một bài đồng dao nổi tiếng với phần lời có đoạn, "tiêu tiêu diệc phục khởi!". Điều này càng khiến cho Tùy Dạng Đế thêm nghi ngờ Tiêu Tông, và sau đó Tiêu Tông đã bị bãi chức và qua đời trong khi không mang một chức vụ nào. Chất tôn của ông là Tiêu Cự (蕭鉅) kế tập tước Lương công. Theo Tân Đường thư-Tể tướng thế hệ, Tương Thành thông thủ Tiêu Huyễn (蕭鉉) là con trai của ông. Năm 617, đường điệt của Tiêu Tông là Tiêu Tiển (蕭銑) đã nổi dậy chống Tùy và trong một thời gian ngắn đã tái phục hưng Lương, Tiêu Tiển truy thụy cho Tiêu Tông là "Hiếu Tĩnh hoàng đế" (孝靖皇帝).